# Jonathan Moritz
Jonathan Moritz (* 1977 in Teheran) ist ein US-amerikanischer Jazz-Saxophonist (Tenor, Sopran) und Musikpädagoge.

## Leben und Wirken
Moritz, der aus einer persisch-jüdisch-belgischen Familie stammt, wuchs im südlichen Kalifornien auf und studierte 1995–98 am Königlichen Konservatorium Brüssel, anschließend bis 2000 am California Institute of the Arts, wo er bei Wadada Leo Smith und Vinny Golia studierte und 2000 den Bachelor in Jazz Performance erwarb; danach zog er nach New York City. 2000 legte er sein Debütalbum Xanadu vor, das er im Trio mit Lindsey Horner und Lieken Venken aufgenommen hatte. Aufnahmen entstanden auch mit Mike Pride, James Ilgenfritz, Jason Stein, Jon Irabagon, Eugene Chadbourne, Ben Gerstein, John McLellan, Sam Mickens, Eivind Opsvik und Nate Wooley. Im Bereich des Jazz war er zwischen 1999 und 2021 an neun Aufnahmesessions beteiligt. Als Musikpädagoge arbeitete Moritz an der Oakwood High School in Los Angeles, der University of Michigan und der University of California, San Diego. 2007 erwarb er den Master für Musikpädagogik.

## Diskographische Hinweise
- Trio Caveat: Compliments of the Season (KMB Jazz, 2007), mit James Ilgenfritz, John McLellan
- Secret Tempo (Hot Cup, 2013), mit Shayna Dulberger, Mike Pride[2]
- Mike Pride & Jonathan Moritz: The Invitation (2020)
- Jonathan Moritz & Mike Pride: Summertime (Neither/Nor Records, 2024)